# À
À, à(А-гравіс) — літера розширеного латинського альфабету, утворена буквою A з додаванням гравісу, що використовується у французькій, португальській та деяких інших мовах, а також у транслітерації піньінью.

## Вживання
У португальській мові знак позначає злиття двох однакових голосних a на межі сусідніх слів, наприклад, замість a aquela hora («тієї години»), записується àquela hora.
В італійській та каталонській мовах позначає наголошену А. У деяких мовах використовується для розрізнення омофонів. Наприклад, у французькій «à» — прийменник «до», «a» — форма дієслова «мати»; в каталонській «mà» — «рука», «ma» — займенник «мій». У деяких східних мовах може використовуватися для позначення тону.
У жодній з цих мов À не прийнято вважати окремою буквою абетки.
В англійській мові інколи використовується як прийменник в значенні «кожен», наприклад, «5 apples à $1» (5 яблук ціною долар за одне). Це вживання походить від французького прийменника à.

## Кодування
| Графема | HTML     | Юнікод | TeX      |
| ------- | -------- | ------ | -------- |
| À       | &Agrave; | U+00C0 | \grave A |
| à       | &agrave; | U+00E0 | \grave a |